# Kanton Pré-en-Pail
Der Kanton Pré-en-Pail war von 1790 bis 2015 ein französischer Kanton im Arrondissement Mayenne, im Département Mayenne und in der Region Pays de la Loire; sein Hauptort war Pré-en-Pail.

## Geografie
Der Kanton Pré-en-Pail lag im Mittel 219 Meter über dem Meeresspiegel; zwischen 106 Meter in Saint-Pierre-des-Nids und 416 Meter in Pré-en-Pail.
Er lag ganz im Nordosten des Départements Mayenne und grenzte im Norden und Osten an das Département Orne, im Südosten an das Département Sarthe, im Süden an den Kanton Villaines-la-Juhel und im Westen und Nordwesten an den Kanton Couptrain.

## Gemeinden
Der Kanton bestand aus sieben Gemeinden:
| Gemeinde              | Einwohner Jahr | Fläche km² | Bevölkerungsdichte | Code INSEE | Postleitzahl |
| --------------------- | -------------- | ---------- | ------------------ | ---------- | ------------ |
| Boulay-les-Ifs        | 170 (2013)     | 9,05       | 19 Einw./km²       | 53038      | 53370        |
| Champfrémont          | 313 (2013)     | 13,13      | 24 Einw./km²       | 53052      | 53370        |
| Pré-en-Pail           | 1.928 (2013)   | 44,73      | 43 Einw./km²       | 53185      | 53140        |
| Ravigny               | 227 (2013)     | 6,54       | 35 Einw./km²       | 53187      | 61420        |
| Saint-Cyr-en-Pail     | 483 (2013)     | 20,65      | 23 Einw./km²       | 53208      | 53140        |
| Saint-Pierre-des-Nids | 1.946 (2013)   | 37,34      | 52 Einw./km²       | 53246      | 53370        |
| Saint-Samson          | 435 (2013)     | 13,49      | 32 Einw./km²       | 53252      | 53140        |

## Bevölkerungsentwicklung
| 1962  | 1968  | 1975  | 1982  | 1990  | 1999  | 2006  |
| ----- | ----- | ----- | ----- | ----- | ----- | ----- |
| 5.685 | 5.562 | 5.345 | 5.477 | 5.426 | 5.239 | 5.532 |

## Geschichte
Der Kanton entstand 1801 aus dem Zusammenschluss der Kantone La Poôté (heute Saint-Pierre-des-Nids) und Pré-en-Pail (bis 1801 Prez-en-Pail). 